# پل موریسی
پال موریسی (انگلیسی: Paul Morrissey؛ زادهٔ ۲۳ فوریهٔ ۱۹۳۸ – درگذشتهٔ ۲۸ اکتبر ۲۰۲۴) تهیه‌کننده و کارگردان اهل ایالات متحده آمریکا بود.
پال موریسی در ۲۸ اکتبر ۲۰۲۴، در سن ۸۶ سالگی بر اثر سینه‌پهلو درگذشت.